# Takashi Imoto
Takashi Imoto (japanisch 井本 喬士 Imoto Takashi; * 29. September 1976 in der Präfektur Saga) ist ein ehemaliger japanischer Fußballspieler.

## Karriere
Imoto erlernte das Fußballspielen in der Schulmannschaft der Karatsu Higashi High School. Seinen Vertrag unterschrieb er 1999 bei den Mito HollyHock. Am Ende der Saison 1999 stieg der Verein in die J2 League auf. Für den Verein absolvierte er 11 Spiele. Ende 2000 beendete er seine Karriere als Fußballspieler.